# Faramea paniculata
Faramea paniculata là một loài thực vật có hoa trong họ Thiến thảo. Loài này được (Aubl.) Benth. mô tả khoa học đầu tiên năm 1850.